# 26. Tarnowska Nagroda Filmowa
26. Tarnowska Nagroda Filmowa – odbyła się w dniach 21-29 kwietnia 2012 roku.

## Filmy konkursowe

### Konkurs główny
- 80 milionów – reż. Waldemar Krzystek
- Baby są jakieś inne – reż. Marek Koterski
- Daas – reż. Adrian Panek
- Ki – reż. Leszek Dawid
- Kret – reż. Rafael Lewandowski
- Księstwo – reż. Andrzej Barański
- Lęk wysokości – reż. Bartosz Konopka
- Róża – reż. Wojciech Smarzowski
- Sponsoring – reż. Małgorzata Szumowska
- Uwikłanie – reż. Jacek Bromski
- W ciemności – reż. Agnieszka Holland
- W sypialni – reż. Tomasz Wasilewski
- Wymyk – reż. Grzegorz Zgliński

### Konkurs „Kino Młodego Widza”
- Kaktus i Mały, odc.:
  - Dlaczego mam dobre zdanie o Bocianie? – reż. Janusz Martyn
  - Dlaczego wędrując lasem warto pomyśleć czasem? – reż. Marta Stróżycka
- Edward psie serce – reż. Grzegorz Koncewicz
- Hip-Hip i Hurra
  - Gdzie rosną perły? – reż. Elżbieta Wąsik
  - Gdzie się podziała moja chmurka? – reż. Wiesław Zięba, Elżbieta Wąsik
  - Kto odchudził Księżyc? – reż. Mikołaj Pilchowski, Elżbieta Wąsik
  - Kto porwał bociany? – reż. Szymon Adamski, Elżbieta Wąsik
  - Skąd ten wiatr? – reż. Wiesław Zięba, Elżbieta Wąsik
  - Skrzydlaty Idol – reż. Bolesław Ugielski, Elżbieta Wąsik
  - Smacznego Adelko – reż. Bolesław Ugielski
- Mami Fatale
  - Kość niezgody – reż. Łukasz Kacprowicz, Robert Jaszczurowski
  - Krytyk z kosmosu – reż. Łukasz Kacprowicz, Robert Jaszczurowski
  - Megaprosilla – reż. Łukasz Kacprowicz, Robert Jaszczurowski
  - Musza robota – reż. Łukasz Kacprowicz, Robert Jaszczurowski
  - Pod fatalną banderą – reż. Łukasz Kacprowicz
  - Śnieżne wojny – reż. Łukasz Kacprowicz, Robert Jaszczurowski
- Motyl Alfred – reż. Jan Steliżuk
- Na cztery łapy, czyli szkolne przygody Pimpusia Sadełko – reż. Agnieszka Paszkiewicz
- Porwana królewna – reż. Bronisław Zeman, Andrzej Orzechowski
- Rybak na dnie morza – reż. Leszek Gałysz, Józef Wilkoń

## Skład jury
- Jerzy Domaradzki – reżyser, przewodniczący jury
- Jerzy Armata – krytyk filmowy, dyrektor artystyczny festiwalu
- Barbara Brożek-Czekańska – artysta plastyk
- Roman Gutek – dyrektor festiwalu T-Mobile Nowe Horyzonty
- Jerzy Hebda – radny Miasta Tarnowa, przewodniczący Komisji Kultury
- Ryszard Jaźwiński – dziennikarz filmowy Programu III Polskiego Radia
- Piotr Kopa – dziennikarz
- Mieczysław Kuźmicki – dyrektor Muzeum Kinematografii w Łodzi
- Krystyna Latała – wiceprezydent Miasta Tarnowa
- Elżbieta Łabno – dyrektor Biura Korporacyjnego Public Relations – Azoty Tarnów
- Łukasz Maciejewski – krytyk filmowy
- Grzegorz Molewski – koordynator projektu KinoRP
- Maria Wardyń – Tarnowskie Centrum Kultury
- Mateusz Werner – krytyk filmowy
- Anna Wróblewska – zastępca redaktora naczelnego portalfilmowy.pl
- Kamil Wszołek – dziennikarz RDN Małopolska
- Konrad J. Zarębski – krytyk filmowy

## Laureaci

### Konkurs główny
- Nagroda Grand Prix – Statuetka Maszkarona:
  - Róża – reż. Wojciech Smarzowski

- Nagroda Jury Młodzieżowego – Statuetka Kamerzysty:
  - Lęk wysokości – reż. Bartosz Konopka

- Nagroda publiczności – Statuetka Publika:
  - Róża – reż. Wojciech Smarzowski

- Nagrody specjalne jury:
  - Adrian Panek – za debiut reżyserski (Daas)
  - Piotr Głowacki – za kreację aktorską (80 milionów)

- Nagroda za całokształt twórczości – Statuetka „Spotkanie po latach”:
  - Daniel Olbrychski
  - Wojciech Pszoniak
  - Andrzej Seweryn

### Konkurs „Kino Młodego Widza”
- Nagroda Jury Dziecięcego – Statuetka Koguta:
  - Mami Fatale, odc. Śnieżne wojny – reż. Łukasz Kacprowicz, Robert Jaszczurowski